# Ana Pontón Mondelo
Ana Belén Pontón Mondelo (Sarria, 27 de juliol del 1977) és una política gallega. És l'actual portaveu nacional del Bloque Nacionalista Galego (BNG) i va ser la candidata d'aquest partit a les eleccions al Parlament de Galícia de 2016, les eleccions al Parlament de Galícia de 2020 i les eleccions al Parlament de Galícia de 2024.

## Trajectòria
Es va llicenciar en Ciències Polítiques i de l'Administració per la Universitat de Santiago de Compostel·la. Amb 16 anys va començar la seva militància a Galiza Nova i al BNG. A Compostel·la va participar en els Comitès Oberts de Facultats, i va ser elegida representant a la Junta de la Facultat de Ciències Polítiques i al Claustre.
Entre 2000 i 2004 va ser membre de la direcció nacional i de la comissió permanent de Galiza Nova, i és la secretària d'organització entre 2000 i 2003. Va participar en l'Assemblea de Dones de Galiza Nova.
Va ser escollida membre del Consell Nacional del BNG a la IX Assemblea Nacional. El 4 de febrer de 2004 va accedir com a diputada al Parlament de Galícia, en substitució de Pilar García Negro, i és portaveu en temes de joventut i igualtat de gènere. A les eleccions autonòmiques de 2005 va ser escollida diputada, exercint com a portaveu de joventut, medi ambient i igualtat, a més de ser presidenta de la Comissió d'Agricultura.
El 8 de febrer de 2012 es va anunciar que substituiria a Carlos Aymerich com a portaveu del BNG al Parlament gallec fins a les eleccions d'aquell mateix any, i és substituïda pel cap de llista Francisco Jorquera després dels comicis.

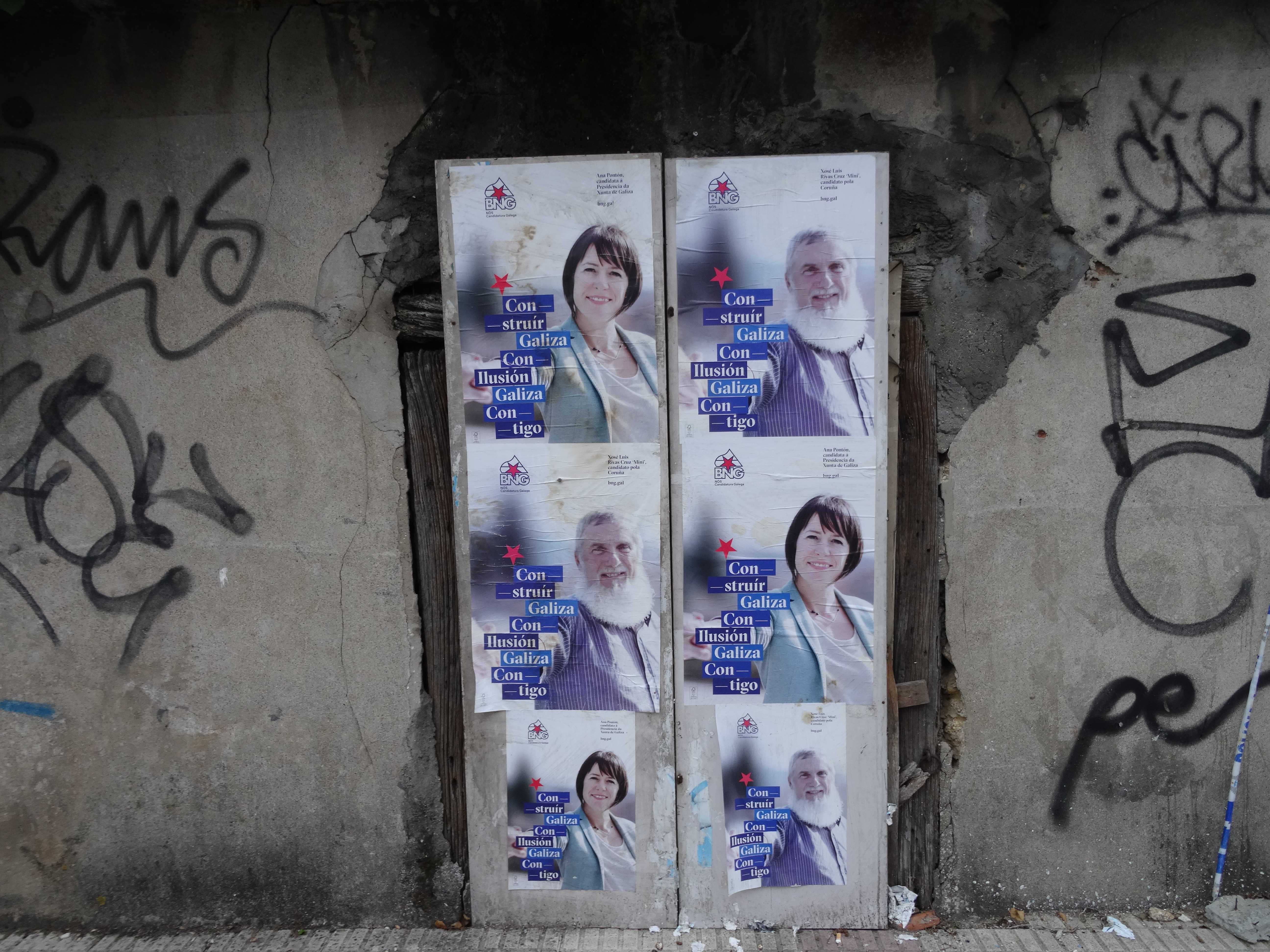

A principis de 2016, després dels mals resultats de Nós - Candidatura Galega, que liderava el BNG a les eleccions generals espanyoles de 2015, Xavier Vence va anunciar que no repetiria com a portaveu nacional. El 28 de febrer de 2016, Ana Pontón va ser escollida Portaveu Nacional del BNG. També va ser la candidata a les eleccions al Parlament de Galícia de 2016, en les quals el partit es va mantenir com a quarta força política obtenint sis escons, un menys que en l'anterior legislatura.
A la XVI Asemblea Nacional del BNG, celebrada a finals de març de 2017, va ser reelegida portaveu nacional amb el gairebé unànime suport (98,23%) de les bases.
En les eleccions al Parlament de Galícia de 2020, va aconseguir obtenir per al seu partit els millors resultats de la història, amb 19 diputats. Aconseguint avançar el Partit dels Socialistes de Galícia i convertir-se en la principal força opositora a al partit d'Alberto Núñez Feijóo.
Fou la candidata del BNG a les eleccions al Parlament de Galícia de 2024, on va passar de 19 a 25 escons, no sent suficients per formar una alternativa de govern.